# Frans Cornelis Donders

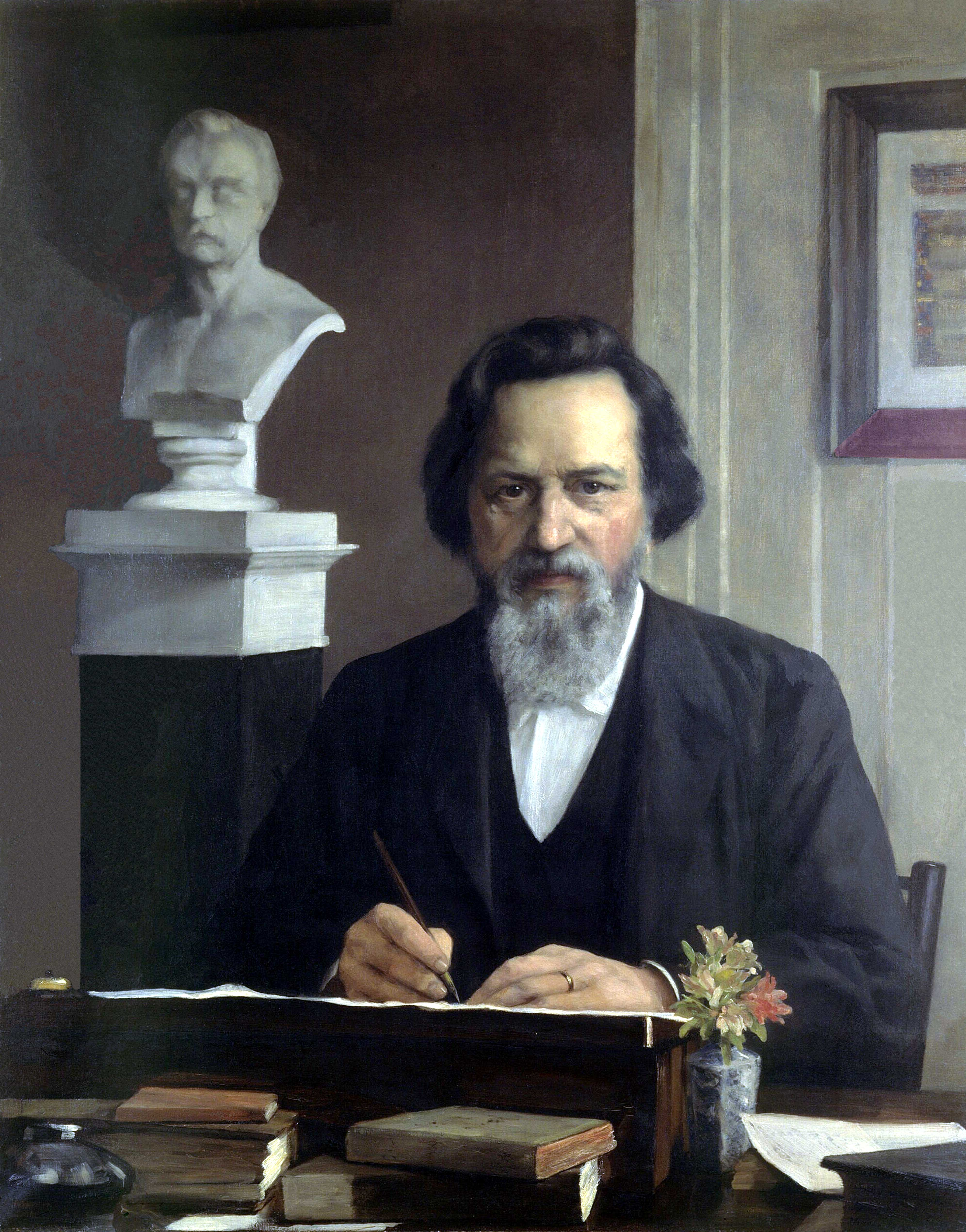
F. C. Donders

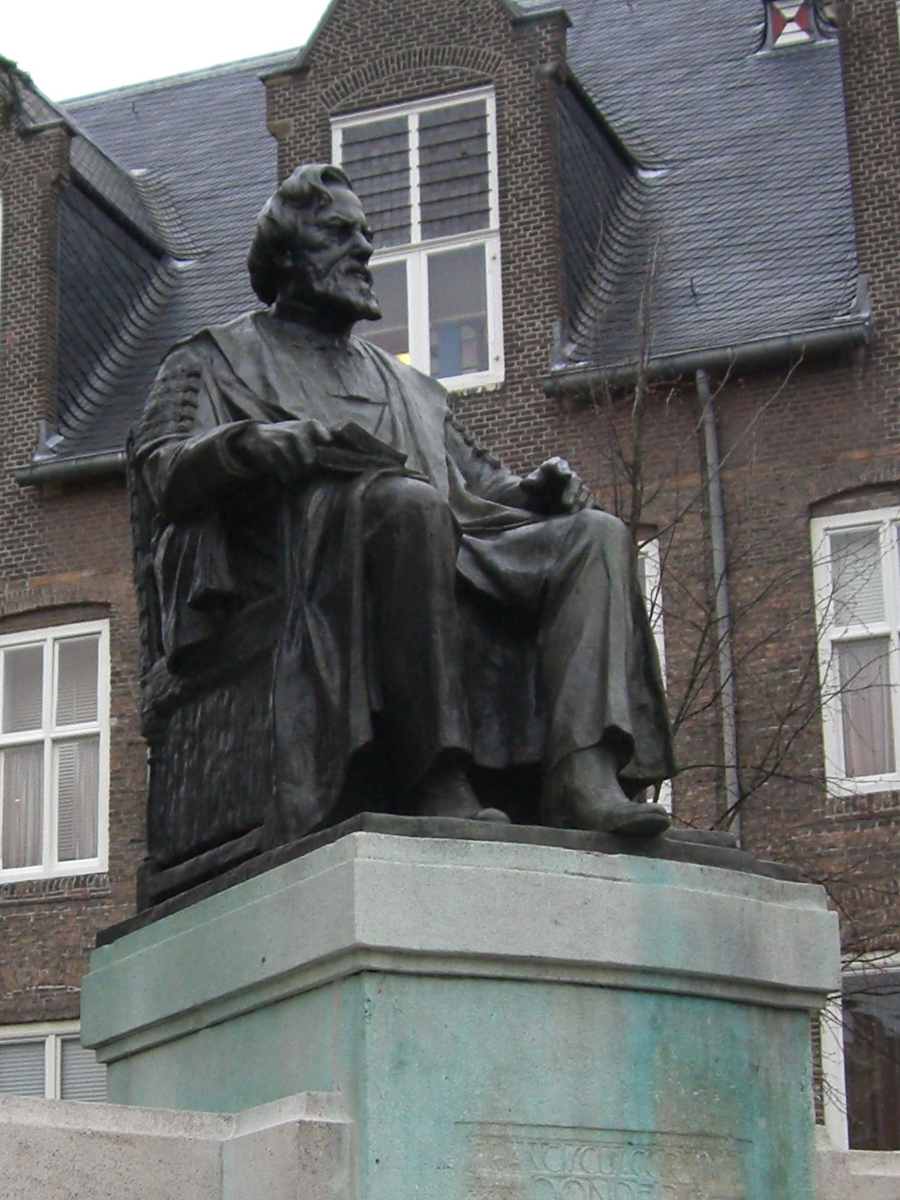
Dondersstatue in Utrecht

Frans Cornelis Donders, auch latinisiert Franciscus Cornelis Donders und deutsch Franz Cornelius Donders (* 27. Mai 1818 in Tilburg in Noord-Brabant; † 24. März 1889 in Utrecht), war ein niederländischer Physiologe und Ophthalmologe. Er war ein Wegbereiter auf dem Gebiet der Optik und der Augenheilkunde und der experimentellen Kognitionspsychologie.

## Leben
Frans Donders stammte aus einer katholischen Familie ohne wissenschaftliche Ambitionen. Er war der jüngste Sohn von neun Kindern des Kaufmanns Jan Francis Donders (getauft 30. April 1755 in Tilburg; † 15. Oktober 1819 ebenda) und dessen Frau Agnes Elisabeth Clara Hegh (* 1781 in Kleve (Deutschland); † 12. Dezember 1853 in Tilburg). Im Alter von sieben Jahren wurde er in den kleinen Ort Duizel bei Tilburg zur Schule geschickt. Schon als Kind fiel er durch seine außergewöhnliche Begabung auf, so dass er als elfjähriger eine Unterlehrerstelle an der dortigen Schule erhalten konnte und sich so das Kostgeld sparte. Ursprünglich beabsichtigte seine Mutter ihn zum katholischen Priester ausbilden zu lassen, jedoch zerschlug sich dieses Ansinnen mit der Belgischen Revolution von 1830. 1831 wechselte Donders auf die französische Schule in Tilburg und zog von dort an die Lateinschule in Boxmeer. In Boxmeer fand der junge Donders viel freie Zeit für Spaziergänge, für das Angeln, lernte Sprachen, erfasste verschiedene Literatur und widmete sich naturwissenschaftlichen Fragen.
Dies bewog ihn 1835 als Zögling der Militärarztschule und Medizinstudent an die Universität Utrecht zu gehen. Hier wurden Nicolaas Cornelis de Fremery, Gerard Moll und Jacobus Ludovicus Conradus Schroeder van der Kolk seine Lehrer. 1840 wurde er zum Sanitätsoffizier befördert und Garnisonsarzt in Vlissingen. Noch im selben Jahr am 13. Oktober 1840 promovierte er mit der Abhandlung über zwei Fälle einer nervenwasserbedingten Hirnhautentzündung mit dem Titel Dissertatio inauguralis sistens observationes anatomico-pathologicas de centro nervoso an der Universität Leiden zum Doktor der Medizin. Schon mit dieser Arbeit hatte er gezeigt, dass Donders die Anatomie und Physiologie mit großer Sachkenntnis bei der pathologischen Untersuchung zur Anwendung brachte. 1841 wurde er nach Den Haag versetzt, wo er sich durch Veröffentlichungen in der medizinischen Zeitschrift Boerhaave einen Namen machte. Zu jener Zeit erweiterte er auch seine Kenntnisse auf den Gebieten der Literatur und Kunst.
1842 wurde er im Alter von 24 Jahren Dozent der Anatomie, Histologie und Physiologie an der Militärarztschule in Utrecht. Hier legte er mit Gerardus Johannes Mulder und Pieter Harting die ersten Grundlagen zur Histochemie (Mikrochemie) und wurde bald einer der hauptsächlichsten Mitarbeiter der erst kurz vorher von Theodor Schwann und Matthias Jacob Schleiden begründeten Lehre von der Zelle als Grundform aller Gewebe. Er begann Untersuchungen über die Bewegung des menschlichen Auges, Forschungen durch welche er zum Pionier der Ophthalmologie wurde. 1844 hielt er einen Vortrag über tierische Wärme, worin er feststellte, dass deren Regulierung nicht in erster Linie in der Entwicklung der Wärme zu suchen sei, sondern in der Abkühlung der Haut. Dieser 1845 im Druck erschienene, sowie 1847 ins deutsche übersetzte Vortrag, enthielt auch eine vollkommen Scharfe Definition des Prinzips von der Erhaltung der Energie.
Am 15. Oktober 1847 wurde Donders zum außerordentlichen Professor der Universität Utrecht berufen, welche Aufgabe er 28. Januar 1848 mit der Einführungsrede De harmonie van het dierlijke leven. De openbaring van wetten (frei deutsch übersetzt: Die Harmonie des tierischen Lebens, eine Offenbarung von Gesetzen) antrat. An der Utrechter Hochschule unterrichtete er gerichtliche Medizin, Anthropologie, Hygiene, führte Leichensektionen durch und richtete sich ein Labor ein, aus dem zahlreiche Untersuchungen hervorgingen. Wie sein Schüler Jakob Moleschott es beschrieb, betrat er 1845 ein Zimmer ohne Möbel, wo Donders seine Untersuchungen über die Drehung des Auges vornahm. Er hing ein rotes Band senkrecht an die Wand und betrachtete die Bewegung der Nachbilder, um zu sehen, ob das Auge einfach den Bewegungen des Kopfes folgt oder eine von diesen unabhängigen Raddrehungen ausführt. Dabei nutzte er durchlöcherte Kärtchen und folgte den Schatten der Lampe, womit er die sogenannten entoptischen Erscheinungen erforschte, über die er eine geachtete Abhandlung seiner Zeit verfasste. Ein Band, ein kleiner Spiegel, eine Spielkarte, ein Mikroskop, das waren zu jener Zeit die Schätze seines Laboratoriums.
1851 reiste er drei Wochen nach London, wo er Albrecht von Graefe kennenlernte und sich fortan verstärkt der Ophthalmologie zuwendete. Am 3. Februar 1854 wurde er ordentlicher Professor der Medizin und übernahm nach dem Tod seines einstigen Lehrers Schroeder van der Kolk 1862 die Professur der Physiologie. Wie anerkannt er war, zeigt unter anderem die Tatsache, dass man ihn 1852/53 zum Rektor der Alma Mater wählte. Diese Aufgabe legte er am 26. März 1853 mit der Rede Oratio de justa necessitudine scientiam inter artem medicam et utriusque juribus ac matuis officiis nieder.
Zudem wurden ihm auch andere Ehrungen zuteil. So erhielt er Ehrendoktorate der Universitäten Cambridge, Edinburgh, Córdoba, Bologna, 1865 Wien, am 25. September 1858 in Utrecht und am 8. Februar 1875 in Leiden (Dr. phil. nat.). Er erhielt die Boerhaave-Medaille der Koninklijke Hollandsche Maatschappij der Wetenschappen in Haarlem, er war Ritter, sowie Kommandeur, des Ordens vom niederländischen Löwen, Ritter zweiter Klasse des Nassauischen Hausorden vom Goldenen Löwen, 1850 Ritter des schwedischen Nordstern-Ordens und erhielt vom italienischen König Umberto I. das Offizierskreuz des Ordens der Krone von Italien. Donders war Mitglied von Gelehrtengesellschaften in Niederländisch-Indien, Belgien, England, Frankreich, Italien, Preußen, Sachsen, Bayern, Österreich-Ungarn, Russland, Schweden, Dänemark und Nordamerika. So wurde er 1851 Mitglied der königlich niederländischen Akademie der Wissenschaften in Amsterdam, wo er 1865 bis 1883 Vorsitzender der mathematischen-naturwissenschaftlichen Abteilung war.
Zudem war er korrespondierendes Mitglied der Académie des sciences in Paris, korrespondierendes Mitglied der Académie nationale de Médecine, außerordentliches Mitglied der Académie royale des Sciences, des Lettres et des Beaux-Arts de Belgique, Honorarmitglied der L’Academie royale de medicine Belgique, korrespondierendes Mitglied der Königlich Preußischen Akademie der Wissenschaften in Berlin, korrespondierendes Mitglied K. K. Österreichische Akademie der Wissenschaften in Wien, auswärtiges Mitglied der königlich Bayerischen Akademie der Wissenschaften in München, auswärtiges Mitglied der königlichen Gesellschaft der Wissenschaften zu Göttingen, Mitglied der American Academy of Arts and Sciences (1879), Ehrenmitglied Reale Accademia Medica in Rom, Ehrenmitglied der Accademia Nazionale dei Lincei, Ehrenmitglied Budapester Königlichen Gesellschaft der Ärzte, Mitglied Royal Society in London, Ehrenmitglied der Royal Society of Edinburgh, Ehrenmitglied der Pathological Society in London, korrespondierendes Mitglied der kaiserlichen Akademie der Wissenschaften in St. Petersburg, Ehrenmitglied der kaiserlichen Akademie der Medizin in St. Petersburg, Ehrenmitglied der Academia reale medica in Rom und Mitbegründer und Ehrenvorsitzender der Heidelberger Deutschen Ophthalmologischen Gesellschaft(Gesellschaft für Augenheilkunde).

## Werk
Seine wissenschaftlichen Beiträge über die Augenbewegungen, über die Verwendung von zylindrischen und prismatischen Gläsern bei Fehlsichtigkeit, seine bahnbrechenden Untersuchungen um 1864 über die Akkommodation, die Anomalien der Refraktion und die Unterscheidung der Presbyopie von der Hyperopie (Alterssichtigkeit und Weitsichtigkeit) waren bahnbrechende Beiträge zur Forschung am Auge. Auch die Korrektur des Astigmatismus durch Zylindergläser geht auf Donders zurück (Er hatte prismatische und zylindrische Brillen eingeführt). In der Folge setzte er sich dafür ein, dass die Brillenverordnung von Augenärzten vorgenommen und nicht länger herumreisenden Händlern überlassen wurden. Im Jahr 1863 entwarf er das erste Tonometer, ein Gerät zum Messen des Augeninnendrucks. Zusammen mit Hermann von Helmholtz und Albrecht von Graefe gilt Frans Cornelis Donders als Begründer der modernen Ophthalmologie. Er und Ernst Adolf Coccius hatten 1853 mit dem Ophthalmoskop die Netzhautablösung nachweisen können. Als Resultat seiner physiologischen Arbeiten wird die Pleurahöhle (inzwischen selten) auch als „Donders-Raum“, der dort vorhandene Unterdruck (als „intrapleuraler Druck“) dementsprechend auch als „Donders-Druck“ bezeichnet.
Auch geht auf ihn das „Donders-Gesetz“ zurück, das jede Position des Auges in der Orbita durch genau eine Drehung um die optische Achse charakterisiert, die sich aus dem jeweiligen horizontalen und vertikalen Blickwinkel ergibt. Diese Torsion ist unabhängig davon, wie die jeweiligen Augen die jeweilige Position erreicht haben. So werden nach ihm auch die Donders-Formel, die Dondors-Ringe und das Donders-Verfahren bezeichnet. Donders erfand die Phonokardiographie, berechnete die Systolendauer und beobachtete durch ein Glasfenster die Blutzirkulation im Gehirn. 1859 gründete Donders das „Nederlandsch Gasthuis voor behoeftigte en minvermogende ooglijders“, welches Augenkrankenhaus er mit Herman Snellen zu einer weithin berühmten Lehrstätte formte. Zudem hatte man 1866 nach seinen Angaben das physiologische Laboratorium der Utrechter Hochschule eingerichtet.
Er war auch ein Pionier der Mentalen Chronometrie, dem Vergleich kognitiver Funktionen über die Messung von Reaktionszeiten. Erste Experimente dazu führte er 1868 aus. Er verglich einfache Reaktionen (zum Beispiel Drücken eines Knopfes wenn eine Lampe angeht) mit solchen die zusätzliche mentale Aufgaben erforderten (zum Beispiel Drücken eines Knopfes nur falls eine von fünf Lampen angeht) oder eine Auswahl (zum Beispiel Drücken eines Knopfes wenn eine von fünf Lampen angeht, mit einem separaten Knopf für jede Lampe). Er fand, dass einfache Reaktionen am wenigsten Reaktionszeit erforderten, was mit zusätzlichen mentalen Aufgaben verlangsamt wurde und bei Aufgaben mit Auswahl am meisten Zeit erforderte. Seine Subtraktionsmethode wurde später von anderen ausgebaut.
Donders war ein Anhänger der Lehren Charles Darwins und stand mit Rudolf Virchow und Albert von Kölliker in Kontakt. Seit 1845 redigierte er die medizinische Zeitschrift Het Nederlandsch Lancet, von welcher zwölf Bände erschienen sind. Zudem steuerte er einige Artikel zu Johannes Peter Müllers Archiv für Anatomie und Physiologie, zu Louis Stromeyers Zeitschrift der Chirurgie und zu Christian Georg Theodor Ruetes Magazin der Augenheilkunde bei. Er redigierte die Holländischen Beiträge zu den anatomischen und physiologischen Wissenschaften (Düsseldorf und Utrecht 1846–1848), die Beiträge zum Archiv für die Holländische Beiträge zur Natur- und Heilkunde (Utrecht 1858–1864, drei Bände), das Ned. Archief voor Genees- en Natuurkunde (Utrecht 1865–1869, fünf Bände) und das Archiv für Ophthalmologie. Nachdem er am 27. Mai 1888 sein siebzigstes Lebensjahr erreicht hatte, schied er nach den gesetzlichen Vorschriften der Niederlande aus seiner Hochschullehrerstelle, erlitt kurz darauf einen Schlaganfall und verstarb.

## Privates
Donders war zweimal verheiratet. Seine erste Ehe schloss er am 24. Juli 1845 in Utrecht mit Ernestine Jacoba Adelheid Zimmerman (* 8. Februar 1819 in Utrecht; † 30. September 1886 in Utrecht), die Tochter des lutherischen Pfarrers Joannes Decker Zimmerman und der Frederica Dorothea Fortmeijer. Aus der Ehe stammt die Tochter Maria Anna Theresia Donders (* 26. August 1846 in Utrecht; † 3. März 1870 in Utrecht) welche sich am 15. Juni 1869 mit Theodor Wilhelm Engelmann verheiratete. Seine zweite Ehe ging er am 4. Oktober 1888 in Den Haag mit der Porträtmalerin Bramine Hubrecht (* 21. Juli 1855 in Rotterdam; † 5. November 1913 in The Shiffolds (Großbritannien)), die Tochter von Paul Francois Hubrecht und Maria Pruijs van der Hoeven, ein. Diese Ehe blieb kinderlos.

## Schriften (Auswahl)
- Blik op de stofwisseling als bron der eigenwarme van plantsen en deeren. 1845.
- Astigmatisme en cilindrisch glazen. Van der Post, Utrecht 1862. (Digitalisat)
- On the anormalies of accommondation and refraction of the eye. London 1864 (online)
- On the rhythm of the Sound of the heart. In: Dublin Quart. Med. SC. 89 (1868), S. 225.
- De physiologie der spraakklanken. Utrecht 1870. (Digitalisat)
- De vorm, de zamenstelling en de functie der elementaire deelen, in verband met hunnen oorsprong. (Digitalisat) In Deutsch übersetzt: Form, Mischung und Function der elementären Gewebetheile im Zusammenhang mit ihrer Genese.
- De snelheid van psychische processen. 1868 deutsch übersetzt: Die Schnelligkeit psychischer Prozesse. In: Archiv Anat. Physiol. Wiss. Med. 1868, S. 657–681 (online)
- Die Nahrungsstoffe: Grundlinien einer allgemeinen Nahrungslehre. Krefeld 1853 (online)
- Physiologie des Menschen. Die Ernährung. Leipzig 1856 (Band 1, online)
- Het vyfentwintigjarig bestaan van het Nederlandsch Gasthuis voor ooglyders. Utrechtsche Drukkerij, Utrecht 1884. (Digitalisat)
- Albrecht von Graefe und die Überreichung der Graefe-Medaille an Hermann von Helmholtz. Rede in der Festsitzung der Ophtalmologischen Gesellschaft in der Aula der Heidelberger Universität am 9. August 1886. Rostock 1886.